# Striga multiflora
Striga multiflora är en snyltrotsväxtart som beskrevs av George Bentham. Striga multiflora ingår i släktet Striga och familjen snyltrotsväxter. Inga underarter finns listade i Catalogue of Life.